# Peckoltia
Peckoltia là một chi cá trong họ Loricariidae. 

## Các loài
- Peckoltia bachi Boulenger, 1898
- Peckoltia braueri C. H. Eigenmann, 1912 (Worm-line peckoltia)
- Peckoltia brevis La Monte, 1935
- Peckoltia caenosa Armbruster, 2008
- Peckoltia capitulata Fisch-Muller & Covain, 2012 [1]
- Peckoltia cavatica Armbruster & Werneke, 2005
- Peckoltia compta R. R. de Oliveira, Zuanon, Rapp Py-Daniel & M. S. Rocha, 2010
- Peckoltia ephippiata Armbruster, Werneke & M. Tan, 2015 [2]
- Peckoltia feldbergae R. R. de Oliveira, Rapp Py-Daniel, Zuanon & M. S. Rocha, 2012 [3]
- Peckoltia furcata Fowler, 1940
- Peckoltia greedoi Armbruster, Werneke & M. Tan, 2015 [2]
- Peckoltia lineola Armbruster, 2008
- Peckoltia lujani Armbruster, Werneke & M. Tan, 2015 [2]
- Peckoltia multispinis Holly, 1929 (Bristlemouth catfish)
- Peckoltia oligospila Günther, 1864
- Peckoltia otali Fisch-Muller & Covain, 2012 [1]
- Peckoltia sabaji Armbruster, 2003
- Peckoltia simulata Fisch-Muller & Covain, 2012 [1]
- Peckoltia snethlageae Steindachner, 1911
- Peckoltia vermiculata Steindachner, 1908
- Peckoltia vittata Steindachner, 1881

## Cá cảnh
Cá Tỳ Bà Hổ trong tự nhiên sinh sống tại lưu vực của sông Amazon Nam Mỹ. Tên của chúng được đặt tên theo những sọc vằn trên cơ thể, trông giống như những sọc vằn của những chú Hổ. Những con cá Tỳ Bà Hổ sống rất hòa bình, ưa thích nước có pH và nhiệt độ ổn định. Chúng là thành phần khá phổ biến trong các bể nuôi cá cộng đồng. Một bể cá với nhiều cây thủy sinh, lưu lượng nước cao rất được cá Tỳ Bà Hổ yêu thích. Nhiều đá lũa, nhất là đá lũa nhiễm rêu là nguồn thức ăn cực kỳ bổ dưỡng cho cá Tỳ Bà Hổ. Cá Tỳ Bà Hổ không kén ăn, chúng ăn tất cả các nguồn thức ăn dư thừa từ các loại cá khác bỏ lại. 